# Liste de routes aux Comores

Carte de la grande Comore

Le réseau routier aux Comores est réparti sur les différentes îles de l'archipel. Les Comores cumulent 849 km de routes nationales et régionales, dont 665 km de routes bitumées, et 184 km de routes en terre (2011). Les éboulements et glissements de terrain bloquent souvent les routes de l'arrière-pays, et le réseau manque de signalisation.

## Historique
En 1938, le réseau routier automobilable de l'archipel se composait de la route circulaire de Mayotte (70km), 143km de routes sur Anjouan, deux routes principales couvrant 85km en Grande Comore. Mohéli ne possède alors que des pistes et des sentiers.
En 1977, la coulée de lave de l'éruption du Singani détruit la route nationale et isole les villages au nord de l'île. En 1983, le cyclone Elina endommage complètement la route Sima-Pomoni. En 2004, l'Union européenne assiste les Comores dans la reconstruction des routes du pays après le passage du cyclone Gafilo.
En mai 2002, L'union européenne finance les travaux sur 12 mois de la construction de la route Sidjou – Idjinkoundzi (8,95km) en vue de désenclaver 5 villages.
En 2011, l'entreprise de construction Colas décroche deux contrats pour développer 9 kilomètres de routes à Mohéli, et 17 kilomètres de route à Anjouan. La durée des travaux est estimée à 18 mois. La société Colas a été choisie car elle dispose de la flotte maritime pour faire acheminer les matériels de construction sur les différentes îles de l'archipel. L'Union européenne a contribué à hauteur de 4 millions d'euros au projet.
En février 2016, le président comorien Azali Assoumani promet dans son programme de réélection son intention de faire construire une autoroute dans l'archipel. En février 2019, les travaux de l'Autoroute de l'Émergence démarrent.
En septembre 2018, le gouvernement comorien publie un arrêté ministrériel interdisant la présence des véhicules avec volant à droite sur les routes du pays. En octobre 2018, le gouvernement inaugure le lancement des travaux de la route nationale 2 Moroni-Foumbouni.
En janvier 2019, le gouvernement inaugure la route nationale 1 Hahaya-Galawa financée par le Fond Saoudien de Développement, après 14 mois de travaux assurés par l'entreprise chinoise China Geo-Engineering Corporation,. En 2019, Eiffage travaille à la réhabilitation de 49km de route entre Moroni et Foumbouni, des travaux financés par la Banque africaine de développement et l'Union européenne.

## Description
En 2011, le réseau routier de l'archipel est réparti comme suit : 58,3% en Grande Comore avec 495 km (289 km goudronnés), 33,2% à Anjouan avec 256 km (180 km goudronnés), et 11,5% à Mohéli avec 98 km  (84 km goudronnés). Selon les Nations unies, 50% des routes du pays sont en relativement bon état, mais dans certaines régions, les routes sont dégradées voir impraticables. Selon la longueur totale de ses routes, le CIA World Factbook classe les Comores 145e dans la liste des pays contenant le plus de routes.

## Liste
- Route circulaire faisant le tour de Mayotte (70 kilomètres).
- RN2 : Grande Comore, relie Moroni - Ikoni - Mitsoudjé - Singan - Itsouzou - Chindini
- RN23 : Anjouan, relie Sima - Marahare - Vouani - Pomoni - Moya